# San Lorenzo (kommun), Honduras
San Lorenzo är en kommun i Honduras.   Den ligger i departementet Departamento de Valle, i den sydvästra delen av landet, 80 km söder om huvudstaden Tegucigalpa. Antalet invånare är 28 586.